# Royal Rumble 1996
Royal Rumble 1996 è stata la nona edizione dell'omonimo pay-per-view prodotto dalla World Wrestling Federation. L'evento ebbe luogo il 21 gennaio 1996 nella Selland Arena di Fresno, California.

## Evento
Il main event della serata, per la prima volta non fu la rissa reale vera e propria ma l'incontro tra The Undertaker e Bret Hart per il mondiale WWF Championship. Gli altri match furono il Royal Rumble match a 30 partecipanti vinto per il secondo anno consecutivo da Shawn Michaels eliminando per ultimo Diesel, Ahmed Johnson contro Jeff Jarrett, Goldust contro Razor Ramon per il titolo Intercontinentale, e il match di coppia tra i The Smoking Gunns (Bart & Billy Gunn) e i The Bodydonnas (Skip & Zip) per il WWF Tag Team Championship.
Infine, la vittoria di Duke "The Dumpster" Droese su Hunter Hearst Helmsley nell'incontro "Free for All" (cioè non criptato e visibile a tutti) prima dell'inizio del pay-per-view vero e proprio, gli consentì di entrare nella Rumble per ultimo, mentre Helmsley fu costretto ad entrare per primo.

## Risultati
| #            | Incontri                                                                                          | Stipulazioni                                               | Durata |
| ------------ | ------------------------------------------------------------------------------------------------- | ---------------------------------------------------------- | ------ |
| Free for all | Duke Droese ha sconfitto Hunter Hearst Helmsley per squalifica                                    | Single match per il numero 30 d'entrata nella Royal Rumble | 06:25  |
| 1            | Ahmed Johnson ha sconfitto Jeff Jarrett per squalifica                                            | Single match                                               | 06:40  |
| 2            | The Smokin' Gunns (Bart e Billy Gunn) (c) hanno sconfitto The Bodydonnas (Skip e Zip) (con Sunny) | Tag team match per il WWF Tag Team Championship            | 11:14  |
| 3            | Goldust (con Marlena) ha sconfitto Razor Ramon (c)                                                | Single match per il WWF Intercontinental Championship      | 14:17  |
| 4            | Shawn Michaels ha vinto dopo aver eliminato per ultimo Diesel                                     | Royal Rumble match                                         | 58:49  |
| 5            | The Undertaker (con Paul Bearer) ha sconfitto Bret Hart (c) per squalifica                        | Single match per il WWF Championship                       | 28:31  |

## Royal Rumble match

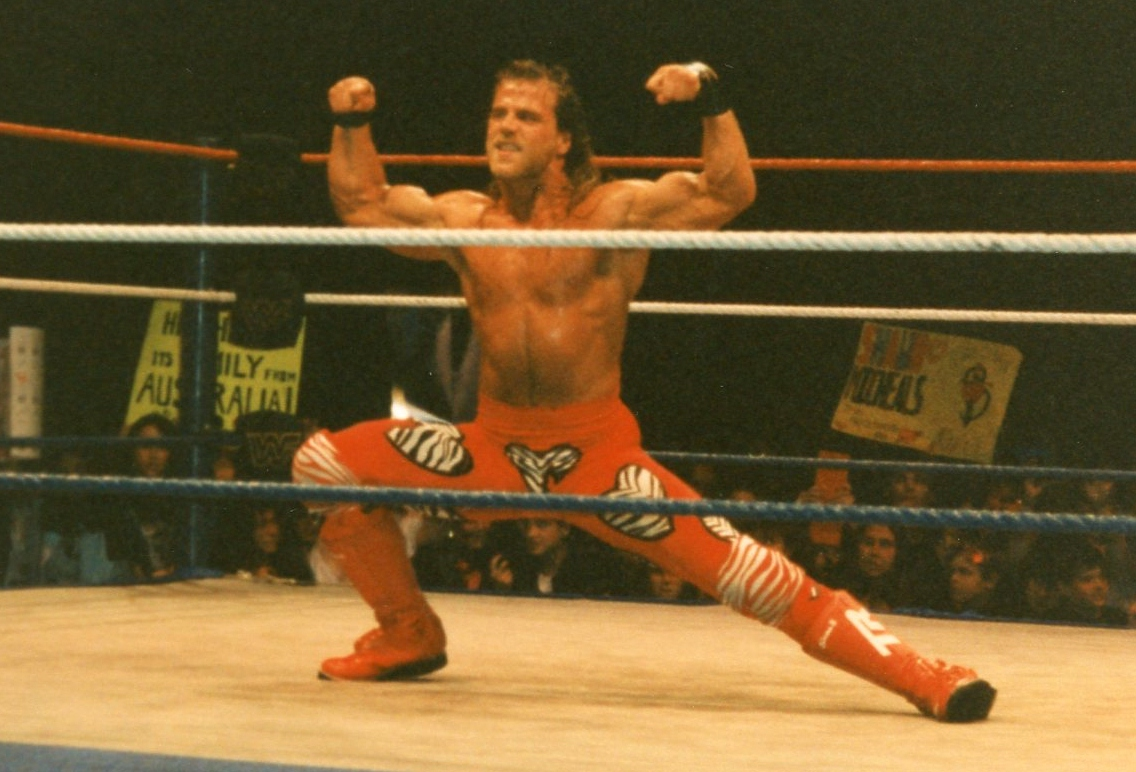
Shawn Michaels, vincitore del royal rumble match per la seconda volta consecutiva

L'intervallo di tempo tra l'entrata di un wrestler e il successivo era di 2 minuti circa.
     – Vincitore
| #  | Superstar              | Ordine | Eliminato da                          | Tempo |
| -- | ---------------------- | ------ | ------------------------------------- | ----- |
| 1  | Hunter Hearst Helmsley | 19     | Diesel                                | 48:04 |
| 2  | Henry O. Godwinn       | 2      | Jake Roberts                          | 16:24 |
| 3  | Bob Backlund           | 1      | Yokozuna                              | 12:22 |
| 4  | Jerry Lawler           | 16     | Shawn Michaels                        | 36:02 |
| 5  | Bob Holly              | 18     | The Ringmaster                        | 39:35 |
| 6  | King Mabel             | 3      | Yokozuna                              | 12:14 |
| 7  | Jake Roberts           | 6      | Vader                                 | 14:39 |
| 8  | Dory Funk Jr.          | 5      | Savio Vega                            | 10:53 |
| 9  | Yokozuna               | 11     | Shawn Michaels                        | 19:14 |
| 10 | 1–2–3 Kid              | 13     | Shawn Michaels                        | 15:40 |
| 11 | Takao Omori            | 4      | Hunter Hearst Helmsley e Jake Roberts | 02:48 |
| 12 | Savio Vega             | 10     | Vader                                 | 12:28 |
| 13 | Big Van Vader          | 12     | Shawn Michaels                        | 11:04 |
| 14 | Doug Gilbert           | 7      | Vader                                 | 02:59 |
| 15 | Squat Teamer #1        | 8      | Vader                                 | 01:11 |
| 16 | Squat Teamer #2        | 9      | Yokozuna                              | 00:24 |
| 17 | Owen Hart              | 21     | Shawn Michaels e Diesel               | 20:43 |
| 18 | Shawn Michaels         | -      | Vincitore                             | 26:09 |
| 19 | Hakushi                | 14     | Owen Hart                             | 01:55 |
| 20 | Tatanka                | 17     | Diesel                                | 04:09 |
| 21 | Aldo Montoya           | 15     | Tatanka                               | 01:52 |
| 22 | Diesel                 | 29     | Shawn Michaels                        | 17:51 |
| 23 | Kama                   | 28     | Diesel                                | 15:57 |
| 24 | The Ringmaster         | 23     | Fatu                                  | 10:57 |
| 25 | Barry Horowitz         | 20     | Owen Hart                             | 04:15 |
| 26 | Fatu                   | 24     | Isaac Yankem                          | 07:07 |
| 27 | Isaac Yankem           | 25     | Shawn Michaels                        | 07:05 |
| 28 | Marty Jannetty         | 22     | The British Bulldog                   | 02:35 |
| 29 | The British Bulldog    | 27     | Shawn Michaels                        | 03:39 |
| 30 | Duke Droese            | 26     | Diesel e Kama                         | 01:10 |